# Ígnia (gente)
A gens Ignia foi uma obscura família plebéia em Roma antiga. Nenhum membro desta gens aparece na história, mas vários são conhecidos a partir de inscrições.

## Origem
O nomen Ignius é derivado de ignis, que significa fogo, e pertence a uma grande classe de gentilícias derivadas dos nomes de objetos comuns. Entretanto, como é frequentemente o caso, não se possa determinar a partir o motivo pelo qual o portador do nomen era assim chamado; algumas explicações são: porque era vigoroso, temperamental, tinha cabelo ruivo ou se assemelhava ao fogo de alguma outra forma. Embora um grande número de Ignii apareça em inscrições da Gália, vários vêm das cidades de Beneventum e Aeclanum em Sâmnio, indicando que os Ignii provavelmente eram descendentes dos Samnitas, ou talvez de colonos latinos na região.

## Praenomina
Os principais praenomina dos Ignii eram Aulus, Quintus, Lucius e Gaius, todos os quais eram comuns ao longo da história romana. Aulus é encontrado entre os Ignii em Sâmnio; em outros lugares, eles contavam com Quintus, Lucius e Gaius, embora haja um caso de Sextus da Gália Narbonense.

## Membros
- Ignia, nomeada em uma inscrição fragmentária de Roma.[3]
- Quintus Ignius, nomeado em uma inscrição de Lugduno na Gália Lugdunense.[4]
- Ignius Sex. l. Catulus, um liberto enterrado em Narbo na Gália Narbonense.[5]
- Lucius Ignius Charito, junto com Claudianus Dulcitius, dedicou um monumento em Lugdunum ao seu cunhado, Aufidius Militaris, com vinte e dois anos.[6]
- Ignia L. l. Clymene, uma liberta enterrada em um sepulcro em Roma, junto com vários libertos e libertas, incluindo Lucius Ignius Theseus.[7]
- Aula Ignia A. f. Crispina, enterrada em Aeclanum em Sâmnio, junto com sua irmã, Theia Justina, em um túmulo dedicado por seus pais, Aulus Ignius Crispinus e Theia Justina, e Gaius Trebatius, aparentemente um meio-irmão ou tio.[8]
- Aulus Ignius Crispinus, junto com sua esposa, Theia Justina, e Gaius Trebatius, talvez um enteado ou cunhado, dedicou um túmulo em Aeclanum para suas filhas, Aula Ignia Crispina e Theia Justina.[8]
- Aulus Ignius A. l. Epicadus, um liberto enterrado em Beneventum em Sâmnio durante o primeiro século, junto com seus companheiros libertos, Aulus Ignius Segalus e Liconia Fausta.[9]
- Quintus Ignius Epictetus, enterrado em Arelate na Gália Narbonense, em um túmulo dedicado por seus herdeiros.[10]
- Aulus Ignius Felix, junto com sua esposa, Domitia Quintilla, dedicou um túmulo em Beneventum para seu filho adotivo, cujo nome não foi preservado, com quatorze anos, nove meses e dois dias.[11]
- Lucius Ignius L. l. Firmius, um liberto enterrado em Narbo.[12]
- Lucius Ignius Firmus, nomeado em uma inscrição de Nemausus na Gália Narbonense.[13]
- Ignia Helpis, uma liberta que dedicou um túmulo em Lugdunum a Quintus Ignius Silvinus, que havia sido libertado junto com ela, e serviu como um dos Seviri Augustales em Lugdunum.[14]
- Ignia Helpis, enterrada em Narbo, junto com seu marido, Quintus Ignius Merops.[15]
- Quintus Ignius Merops, enterrado em Narbo, junto com sua esposa, Ignia Helpis.[15]
- Quintus Ignius Onesimus, um soldado na centúria de Gnaeus Pompeius Pelas, estacionado em Roma em 70 d.C.[16]
- Quintus Ignius C. l. Pullo, um liberto enterrado em Narbo, com um monumento de seu cliente, a liberta Urisca.[17]
- Ignia Salvia, uma liberta nomeada em uma inscrição sepulcral de Roma.[18]
- Aulus Ignius A. l. Segalus, um liberto enterrado em Beneventum durante o primeiro século, junto com seus companheiros libertos, Aulus Ignius Epicadus e Liconia Fausta.[9]
- Gaius Ignius Septiminus, natural de Bagai, foi um soldado na oitava coorte da Legio III Augusta, nomeado em uma inscrição de Lambésis na Numídia.
- Quintus Ignius Sextus, dedicou um monumento em Burdigala na Gália Aquitânia a seu irmão, Lucius Julius Mutacus Sequanus, datado dos reinados de Septímio Severo ou Caracala.[19]
- Quintus Ignius Silvinus, um liberto, foi um dos Seviri Augustales em Lugdunum, onde foi enterrado em um túmulo dedicado por Ignia Helpis, que havia sido libertada junto com ele.[14]
- Gaius Ignius C. f. Sisenna, um edil, prefeito, e duumvir em Narbo.[20]
- Ignia Q. l. Sura, uma liberta enterrada em Narbo, junto com Lucius Rubrius, talvez seu marido.[21]
- Lucius Ignius L. l. Theseus, um liberto enterrado em um sepulcro em Roma, junto com vários outros libertos e libertas, incluindo Ignia Clymene.[7]
- Ignius Viatorianus, stator alae, um oficial disciplinar encarregado de uma ala do exército romano em Apamea na Síria em 252 d.C.[22]